# ملعب خوسيه باتشنتشو روميرو
ملعب خوسيه باتشنتشو روميرو (بالإسبانية:José Pachencho Romero) هو أحد أفضل ملاعب كرة القدم في فنزويلا, يقع في مدينة ماراكايبو, يتسع لـ 40000 متفرج, أقيمت عليه تعديلات عام 1998 لإستضافة الألعاب الرياضية لأمريكا الوسطى والكاريبي, وكذلك أقيمت عليه تعديلات عام 2007 لإستضافة كوبا أمريكا 2007.